# Claes Nordin
Claes Nordin, född 20 juli 1955, är en svensk badmintonspelare .
Claes Nordin tillhörde Göteborgs Badmintonklubb 1963–1995. Han spelade över 500 lagmatcher. Nordin blev svensk mästare i lag, dubbel och mixed, i dubbel tillsammans med Stefan Mellgård (f.d. Stefan Karlsson) och i mixed med Anette Börjesson.

## Internationella meriter
- VM: Två turneringar men utan placering
- All England (Inofficiella VM): Silver 1979
- EM: guld 1980, brons 1978, brons 1982
- NM: silver 1980 samt tre brons
- Internationell mästare: Jamaica och Kanada samt ett flertal finalplaceringar.

## Övrigt
Claes Nordin debuterade i det svenska badmintonlandslaget 1973 och gjorde 30 landskamper.
Han tog en bronsmedalj i segling (drake) i Travemünde 1981.